# Sport Vereniging Papatam
Sport Vereniging Papatam é um clube de futebol surinamês sediado em Paramaribo no Suriname.
Disputa o Campeonato Surinamês de Futebol.